# Lac du Pys
 (décembre 2023).
Le lac du Pys est un lac de France situé en Savoie, dans les Alpes grées.

## Géographie
Le lac est situé à 2 664 mètres d'altitude, sur un petit plateau dominé par l'Ouille des Reys (3 081 mètres) au sud-ouest, l'Ouille Noire (3 357 mètres) à l'ouest, la pointe du Montet (3 428 mètres) et l'aiguille Pers (3 386 mètres) au nord-ouest, la pointe du Gros Caval (2 911 mètres), la Petite (3 432 mètres) et la Grande aiguille Rousse (3 482 mètres) au nord.
Le sentier Balcon reliant l'adret du col de l'Iseran à l'ouest au refuge du Carro au nord-est et faisant partie du GRP Tour de la Haute-Maurienne passe juste à l'est du lac.
D'un point de vue administratif, le lac est situé sur le territoire communal de Bonneval-sur-Arc, et il est inclus dans le parc national de la Vanoise.

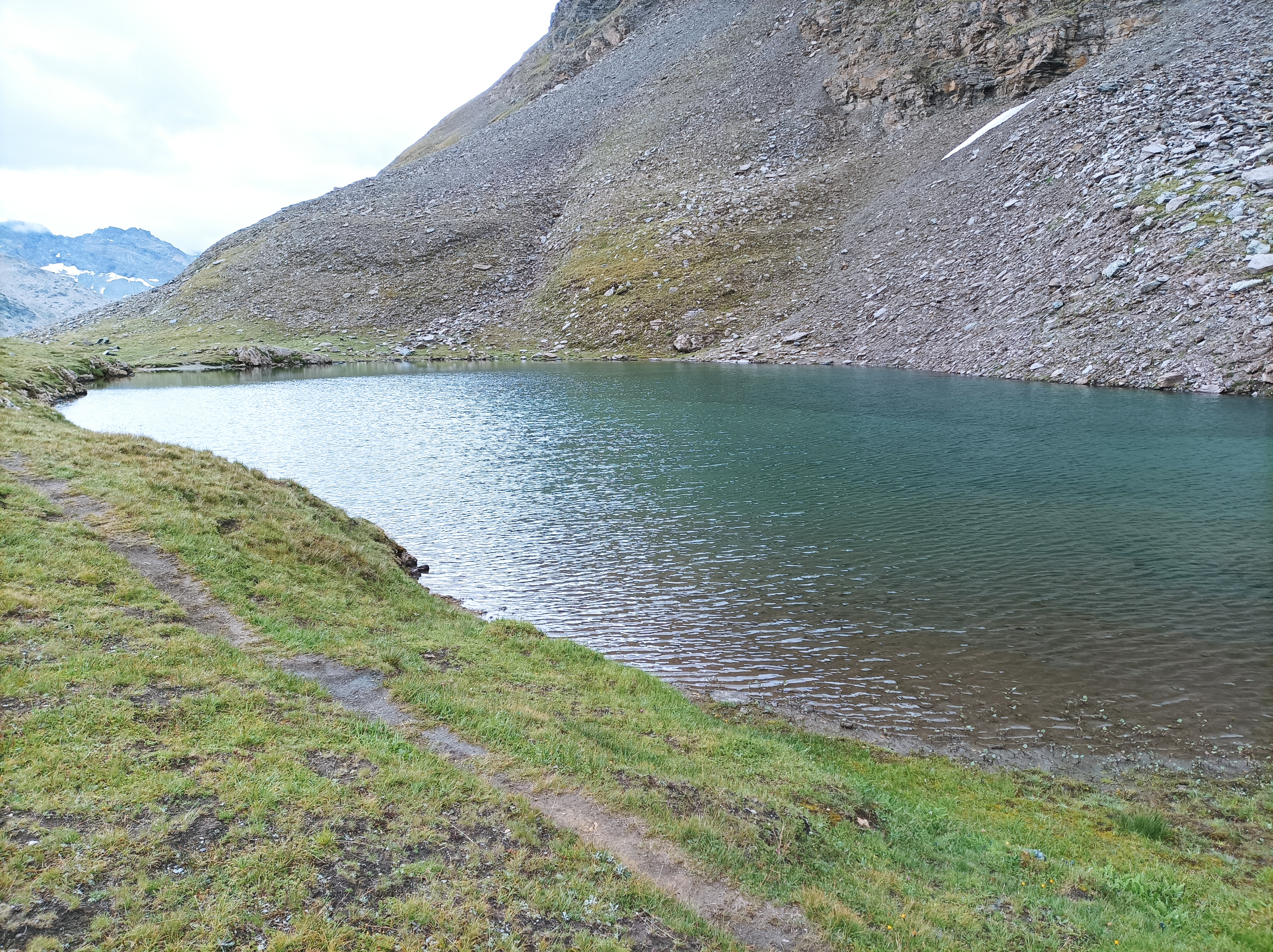
Vue du lac du Pys sous les éboulis de l'Ouille des Reys.